# Point chaud des Canaries
Le point chaud des Canaries est un point chaud situé dans l'océan Atlantique sous les îles Canaries et qui est responsable du volcanisme de l'archipel. L'archipel est une série d'îles approximativement alignées selon un axe ouest-est, et qui se prolonge vers le nord-est par une série de monts sous-marins. L'âge de ces îles diminue d'est en ouest, avec à l'est les îles et monts sous-marins les plus anciens et à l'ouest les îles plus récentes. Ainsi, Fuerteventura et Lanzarote sont îles les plus anciennes avec 20,2 Ma (millions d'années), et El Hierro la plus jeune avec 1,1 Ma ; en comptant les monts sous-marins, on peut remonter jusqu'à 68 Ma pour le mont Lars. Cependant, contrairement à beaucoup de points chauds océaniques, le volcanisme n'est pas restreint à l'île la plus récente (El Hierro) mais est diffus sur l'ensemble des îles de l'archipel. Une hypothèse qui permet d'expliquer ces faits est la présence d'une cellule de convection dans le manteau terrestre qui entraînerait une partie du magma plus vers l'est, activant ainsi les anciennes îles. Selon cette hypothèse, ce magma serait aussi responsable du volcanisme épars au nord-ouest du continent africain jusqu'au sud de l'Espagne.